# ذراع المعلامة (يافع)

تعديل مصدري - تعديل

ذراع المعلامة هي إحدى قرى عزلة لبعوس بمديرية يافع التابعة لمحافظة لحج، بلغ تعداد سكانها 115 نسمة حسب تعداد اليمن لعام 2004.